# Pingpong (Film)
Pingpong ist ein deutsches Filmdrama aus dem Jahr 2006.

## Handlung
Der 16-jährige Paul hat erst vor kurzem seinen Vater verloren. Auf der Suche nach einer heilen Welt besucht er ohne Vorankündigung seine Verwandten, weil diese ihn an seine unbeschwerten Kindheitstage erinnern, und dringt dabei in den Mikrokosmos einer scheinbar glücklichen Familie ein. Seine Tante Anna beginnt Paul nach anfänglichem Widerwillen auf ihre Seite zu ziehen. Paul sucht immer stärker ihre Nähe und bemerkt erst spät, dass sie ihn als Spielball benutzt – worauf er mit einer Verzweiflungstat reagiert.

## Hintergrund
Der Erstlingsfilm von Regisseur Matthias Luthardt wurde zur Semaine de la Critique beim Filmfestival in Cannes eingeladen, wo er am 19. Mai 2006 Premiere feierte und zwei Preise gewann, den Drehbuchpreis der SACD sowie den Young Critic Award der Schüler- und Studentenjury des Deutsch-Französischen Jugendwerks. Danach gewann der Film noch eine Reihe weiterer Preise, unter anderen den Förderpreis Deutscher Film für das Beste Drehbuch beim Filmfest München, den Debüt-Biber, den Nachwuchsförderpreis für das beste Langfilm-Debüt bei den Biberacher Filmfestspielen, den Preis des belgischen Fernsehsenders RTBF für den besten Film beim Filmfestival in Brüssel und den Jury Grand Prix Bronze Gryphon in der Sektion Y Gen beim Filmfestival im italienischen Giffoni. Im November 2006 wurde er von der Jury der Evangelischen Filmarbeit zum Film des Monats gekürt. Beim Europäischen Filmpreis wurde Pingpong durch die Europäische Filmakademie in der Kategorie Europäischen Entdeckung 2006 nominiert. Schließlich wurde der Film am 16. November 2006 durch den Arsenal Filmverleih in Deutschland in die Kinos gebracht, wo er 8.408 Zuschauer erreichte.

## Kritik
„Eindringliche, kühl gefilmte Charakterstudie um unterdrückte, kontrollierte und aufbrechende Gefühle und Bedürfnisse, die als Folie für eine intensive Parabel um eine Ich-Suche, das Streben nach Glück und das Sich-Einrichten im Unglücklichsein dienen.“